# Residència de Jambi
La residència de Jambi (també apareix com Djambi) fou una divisió administrativa de Sumatra a les Índies Orientals Holandeses. Limitava al nord amb el territori continental de la residència de Riau i dependències; al sud amb la residència de Palembang; al nord-oest amb el govern de la Costa Occidental, al sud-oest amb la residència de Benkulen, i a l'est amb l'estret de Borneo (o de Kalimantan) que separa la mar de la Xina Meridional de la mar de Java. La capital era Jambi i estava formada per l'antic estat de Jambi (annexionat el 1899) i el de Tungkal (agregat a la residència el 1905). La resistència nacional va durar fins al 1906.